# Andeca
Andeca o Odiacca va ser rei dels sueus de l'any 584 al 585. Va pujar al tron després d'alçar-se contra el seu cunyat i aleshores rei Eboric. Per tal d'obtenir certa legitimitat es va casar amb l'esposa del rei Miró, Siseguntia. Hom creu que el seu alçament és una reacció contra els pactes de vassallatge fets per Miró i Eboric amb el rei visigot Leovigild. Aquest rei va envair el 585 el Regne dels sueus i va deposar Andeca. Posteriorment el va tonsurar, impedint que pogués exercir la reialesa, i el va tancar a Pax Iulia (Beja). Tot i que podria esser considerat l'últim rei sueu, el mateix any 585, un cop Leovigild havia abandonat la Gallaecia els sueus s'alçaren novament i nomenaren un nou rei, Malaric.